# Fontaine du cours Sextius
La fontaine du cours Sextius est une fontaine située à Aix-en-Provence sur le cours Sextius.

## Histoire
Le monument fait l'objet d'une inscription au titre des monuments historiques depuis 1929.